# Dick, Kerr’s Ladies F.C.

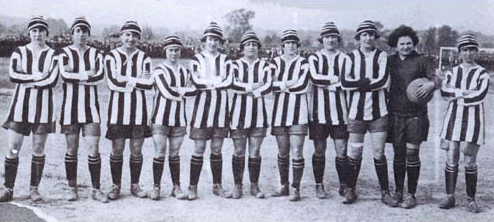
Foto da equipe de 1922.

Dick, Kerr's Ladies F.C. foi um dos primeiros times de futebol feminino na Inglaterra. O time existiu por mais de 48 anos, de 1917 a 1965, tendo jogado 828 partidas, ganhando 758 dessas, com 46 empates e 24 derrotas. 
Durante seus primeiros anos, as partidas atraíam ao redor de 4 mil a 5 mil espectadores. Em 1920, Dick, Kerr's Ladies defenderam um placar de 2 a 0 em uma partida contra um time francês diante de 25 mil pessoas. Essa partida ficou registrada na história como o primeiro jogo internacional de futebol feminino. A equipe enfrentou pesada oposição da Football Association que baniu as mulheres de usar campos e estádios comandados por clubes da federação ao longo de 50 anos (a regra foi revista em 1971).